# Burocrazia e aristocrazia bizantine

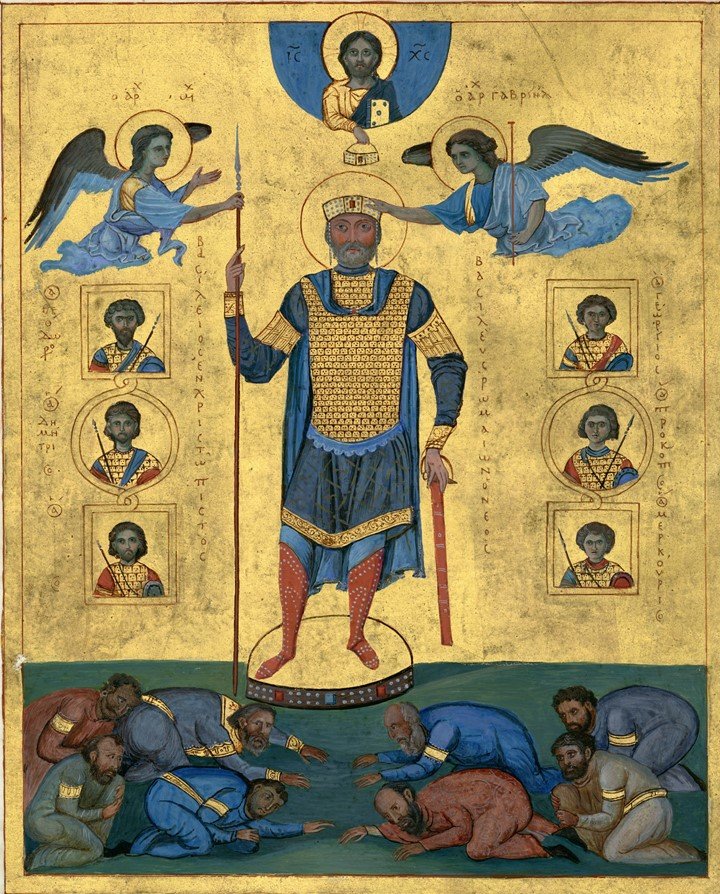
Rappresentazione del basileus Basilio II, che riceve la corona imperiale dagli angeli (dal menologio di Basilio II).

La burocrazia e l'aristocrazia bizantine costituirono l'insieme dei poteri signorili e degli apparati amministrativi che dal IV e fino al XV secolo contribuirono a reggere Costantinopoli e l'Impero bizantino.

## L'evoluzione della forma di governo bizantina
Nella fase iniziale compresa tra il IV e il VII secolo d.C. dell'Impero bizantino, inteso come entità politico amministrativa in continuità con il  vecchio Impero romano, le forme di governo rimasero quelle plasmate da Diocleziano e perfezionate da Costantino il Grande. Queste prevedevano una netta separazione tra gli incarichi civili e quelli militari. All'apice di questa struttura vi era l'imperatore, sebbene, come nota Kaldellis, Bisanzio fosse allora di fatto una monarchia assoluta repubblicana e non ancora una monarchia incentrata sul diritto divino. In questo sistema amministrativo l'appartenenza alla classe senatoriale rivestiva ancora un ruolo preminente. In seguito alle radicali trasformazioni subite dallo stato bizantino ad opera della riforma eracliana, imposta dalle ingenti perdite territoriali subite e dalla disintegrazione della vecchia forma di governo emerse un nuovo sistema, incentrato sulla figura imperiale e sui soggetti da questa designati, che vedevano la propria autorità derivare esclusivamente dal sovrano in quanto vicario di Dio sulla terra, una trasposizione mondana delle gerarchie celesti (in un'estremizzazione del concetto di cesaropapismo). Si assistette così alla creazione di titoli onorifici che pur mantenendo le stesse denominazioni dei precedenti livelli dell'amministrazione, erano ormai svuotati da ogni connotazione pratica. Altri titoli vennero denominati come le vecchie mansioni cerimoniali di corte. La classe senatoriale venne mantenuta, ma si espanse notevolmente fino ad incorporare i più alti livelli dell'amministrazione (in genere a partire dal livello di protospatharios). Tra l'VIII e l'XI secolo si ebbe anche l'ascesa di diverse famiglie "nuove" destinate a rimanere al centro della vita politica anche dopo la conquista latina di Costantinopoli. Al suo interno è possibile distinguere due gruppi distinti, ovvero  l'aristocrazia civile della capitale, comprendente i più alti livelli della burocrazia imperiale e l'aristocrazia provinciale militare, la cui potenza si basava sul possesso di enormi proprietà fondiarie e sul prestigio acquisito come generali dell'Impero. Nella nobiltà provinciale era possibile essere ammessi per speciale benevolenza dell'Imperatore, che era solito elargire terre ad ufficiali che si erano distinti in guerra (non a caso l'aristocrazia militare aumentò notevolmente durante la fase di riconquista delle provincie dell'Asia Minore e dell'Europa avvenuta tra il IX e il X secolo). Diversi membri di questa classe sociale divennero imperatori approfittando delle situazioni periodiche di caos appoggiandosi alle schiere personali reclutate nei propri possedimenti. La problematicità di questa aristocrazia militare provinciale, avente  interessi contrapposti all'autorità centrale, venne ben percepita dai più accorti imperatori, che cercarono a più riprese di arginare il loro crescente potere incentivando la piccola proprietà terriera. Tali misure si proponevano di creare una classe intermedia di piccoli proprietari liberi, sufficientemente benestanti da poter provvedere autonomamente in caso di guerra al proprio armamento. Uno dei motivi della crisi dello Stato bizantino fu il fallimento di queste misure e la definitiva istituzionalizzazione delle forme feudali volute dai grandi proprietari terrieri attraverso la pronoia, adottata dai Comneni. Tale processo determinò lo svuotamento della tradizionale organizzazione basata sui themata e la scomparsa della tradizionale figura del contadino-soldato che era stata alla base della potenza militare bizantina. I contadini impoveriti non più economicamente autosufficienti vennero costretti a vendere le proprie terre ai latifondisti, divenendo semplici affittuari (paroikoi). La centralità dell'esercito e dell'aristocrazia militare continuò anche dopo i Comneni con i Paleologi. Si stima che nel XII secolo il potere effettivo venisse detenuto da non più di 150 famiglie, legate tra di loro attraverso vincoli matrimoniali.